# Torijama Akira
Torijama Akira (鳥山明; Hepburn: Toriyama Akira; Kumamoto, 1955. április 5. – 2024. március 1.) japán mangaművész. Leghíresebb műve a Dragon Ball, melyet sok mangaka ihletforrásként említ.

## Élete
Rajongója volt a hongkongi harcművészeti filmeknek, különösen az olyan Bruce Lee filmeknek, mint A sárkány közbelép (1973), a Jackie Chan filmek, a Részeges karatemester (1978), amelyek nagy hatással voltak későbbi munkáira. Egy másik film, amely hatással volt rá, az A nyolcadik utas: a Halál (Alien, 1979) volt.
Toriyama 1982. május 2-án feleségül vette Kató Josimit. Két gyermekük van: egy Szaszuke nevű fiuk, aki 1987. március 23-án született, és egy lányuk, aki 1990. októberében született.
2024. március 1-jén hunyt el egy fejsérülés okozta bevérzés (akut szubdurális hematóma) következtében.

## Pályafutása
Mielőtt mangaka lett volna, egy nagoyai reklámügynökségnél dolgozott három évig.
A Dr. Slump című vígjátéksorozattal vált népszerűvé, amely a Weekly Shōnen Jump-ban-ban jelent meg. Egy perverz professzor és kicsi, de szupererős robotja, Arale kalandjait követi nyomon. 1981-ben a Dr. Slump kiérdemelte a Shogakukan manga-díjat. 2008-ra a Dr. Slump manga több mint 35 millió példányban kelt el Japánban.
1984-ben a Weekly Shōnen Jump elkezdte publikálni Torijama Dragon Ball című művét, amely azonnal sikeres lett. 2014-ig csak Japánban 159,5 millió példányt adtak el. Kaland mangaként indult, de később harcművészeti sorozattá alakult, sokan a legbefolyásosabb sónen mangának tartják. A Dragon Ball nemzetközileg a leghíresebb anime, beleértve Ázsiát, Európát és Amerikát, a manga világszerte több mint 350 millió példányban kelt el, ezzel minden idők második legkelendőbb mangája az One Piece után.

## Művei

### Mangák
- Awawa World (あわわワールド; Hepburn: Awawa Wārudo?)
- Mysterious Rain Jack (謎のレインジャック; Hepburn: Nazo no Rein Jakku?)
- Wonder Island (ワンダー・アイランド; Hepburn: Wandā Airando?)
- Wonder Island 2 (ワンダー・アイランド2; Hepburn: Wandā Airando Tsū?)
- Today's Highlight Island (本日のハイライ島; Hepburn: Honjitsu no Hairai-tō?)
- Tomato the Cutesy Gumshoe (ギャル刑事トマト; Hepburn: Gyaru Deka Tomato?)
- Dr. Slump (Dr. スランプ; Hepburn: Dokutā Suranpu?)
- Pola & Roid
- Escape
- Mad Matic
- Pink
- Hetappi Manga Kenkyūjo
- Chobit
- Chobit 2
- Dragon Boy (騎竜少年; Hepburn: Doragon Bōi?)
- The Adventure of Tongpoo (トンプー大冒険; Hepburn: Tonpū Dai Bōken?)
- Akira Toriyama's Manga Theater Vol.1
- Dragon Ball (ドラゴンボール; Hepburn: Doragon Bōru?)
- Mr. Ho (Mr.ホー?)
- Lady Red
- Young Master Ken'nosuke (剣之介さま; Hepburn: Kennosuke-sama?)
- The Elder (そんちょう; Hepburn: Sonchoh?)
- Little Mamejiro (豆次郎くん; Hepburn: Mamejirō-kun?)
- Akira Toriyama's Manga Theater Vol.2
- Karamaru and the Perfect Day (空丸くん日本晴れ; Hepburn: Karamaru-kun Nihonbare?)
- Rocky
- Dōjinshi (動じん誌?)
- Wolf
- Soldier of Savings Cashman (貯金戦士 CASHMAN; Hepburn: Chokin Senshi Kyasshuman?)
- Dub & Peter 1
- Go! Go! Ackman
- Alien X-Peke (宇宙人ペケ; Hepburn: Uchūjin Peke?)
- Tokimecha
- Bubul and the Majin Village (魔人村のBUBUL; Hepburn: Majin Mura no Bubul?)
- Akira Toriyama's Manga Theater Vol.3
- Cowa!
- Kajika
- Mahimahi the Lungfish (ハイギョのマヒマヒ; Hepburn: Haigyo no Mahimahi?)
- Neko Majin
- Hyowtam (ヒョータム; Hepburn: Hyōtamu?)
- Sand Land
- This is the Police Station in front of Dragon Park on Planet Namek (こちらナメック星ドラゴン公園前派出所; Hepburn: Kochira Namekku-sei Dragon Kōen-mae Hashutsujo?)
- Cross Epoch
- Dr. Mashirito – Abale-chan (Dr.MASHIRITO ABALEちゃん?)
- Sachie-chan Good!! (さちえちゃんグー!!; Hepburn: Sachie-chan Gū!!?)
- Delicious Island's Mr. U (おいしい島のウーさま; Hepburn: Oishii Shima no Ū-sama?)
- Jiya (JIYA -ジヤ-?)
- Kintoki (KINTOKI-金目族のトキ-; Hepburn: Kintoki - Kinmezoku no Toki?)
- Jaco the Galactic Patrolman
- Dragon Ball Super

### Animék
- Dr. Slump (1981–1986)
- Crusher Joe (1983)
- Dragon Ball (1986–1989)
- Kosuke & Rikimaru: The Dragon of Konpei Island (小助さま力丸さま -コンペイ島の竜-?, ’1988’)
- Dragon Quest (1989–1991)
- Dragon Ball Z (1989–1996)
- Pink: Water Bandit, Rain Bandit (Pink みずドロボウあめドロボウ; Hepburn: Pinku Mizu Dorobō Ame Dorobō?, ’1990’)
- Kennosuke-sama (剣之介さま?, ’1990’)
- Go! Go! Ackman (1994)
- Imagination Science World Gulliver Boy (1995)
- Dragon Ball GT (1996–1997)
- Doctor Slump (1997–1999)
- Dr. Slump: Dr. Mashirito – Abale-chan (Dr.SLUMP Dr.マシリト アバレちゃん; Hepburn: Dokutā Suranpu: Doctor Mashirito Abare-chan?, ’2007’)
- Blue Dragon (2007–2008)
- Dragon Ball: Son Goku és barátai visszatérnek! (2008)
- Dragon Ball Kai (2009–2011, 2014–2015)
- Dragon Ball Z: Istenek harca (2013)
- Dragon Ball Z: F, mint feltámadás (2015)
- Dragon Ball Super (2015–2018)
- Dragon Ball Super: Broly (2018)
- Dragon Ball Daima (2024)

## Fordítás
- Ez a szócikk részben vagy egészben  az   Akira Toriyama című angol Wikipédia-szócikk ezen változatának fordításán alapul.  Az eredeti cikk szerkesztőit annak laptörténete sorolja fel. Ez a jelzés csupán a megfogalmazás eredetét és a szerzői jogokat jelzi, nem szolgál a cikkben szereplő információk forrásmegjelöléseként.